# Villa della Regina
La Villa della Regina è una seicentesca villa torinese situata nella parte orientale-collinare della città, nel quartiere Borgo Po. Costruita per volere di Maurizio di Savoia - prima cardinale e poi, dal 1641, principe d'Oneglia: da qui il nome originario di Villa del Principe Cardinale - e passata poi a sua moglie Ludovica (o Luisa Cristina) di Savoia.
 In seguito fu scelta come luogo di residenza estiva prima da Anna Maria d'Orléans e poi da Polissena d'Assia, regine di Sardegna, da cui il nome con il quale è conosciuta ancora oggi.
Dal 1869 fu donata dai Savoia all'Istituto Nazionale per le Figlie dei Militari Italiani. Fa parte del circuito delle Residenze sabaude in Piemonte e dal 1997 è iscritta alla Lista del Patrimonio dell'umanità come parte del sito seriale UNESCO Residenze sabaude. Nel 2016 la residenza ha registrato 60.662 visitatori.

## Storia

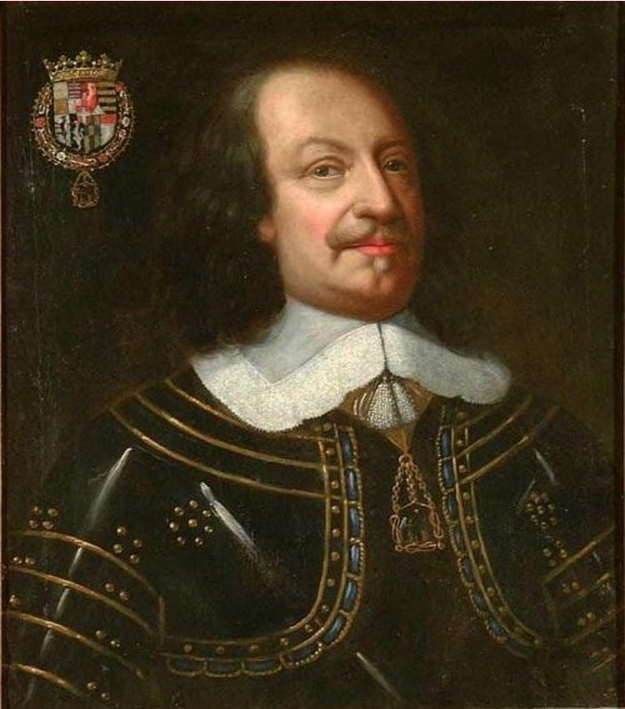
Il cardinale Maurizio di Savoia, committente dell'edificio

Fu progettata intorno al 1615 dall'architetto orvietano Ascanio Vitozzi, il progettista del Palazzo Reale di Torino, che però morì nello stesso anno. La villa, originariamente concepita come una sontuosa residenza di campagna con annessi vigneti, venne allora realizzata dagli architetti Carlo e Amedeo di Castellamonte (padre e figlio) su commissione del cardinale Maurizio di Savoia, secondogenito del duca Carlo Emanuele I nonché fratello del duca Vittorio Amedeo I. Il cardinale era un uomo di grande cultura, che rinunciò successivamente alla porpora cardinalizia per vivere in questa villa con la nipote Ludovica (o Luisa Cristina) di Savoia, la quale nel 1642, all'età di 13 anni (lui quarantanovenne), era diventata sua moglie. Da principio venne perciò chiamata Villa Ludovica e in un padiglione di essa il cardinale Maurizio era solito organizzare dotte riunioni di accademici, scienziati e intellettuali. Questo salotto, del quale fecero parte lo storico sabaudo Emanuele Tesauro e il futuro papa Innocenzo X, era detto l'Accademia dei Solinghi e vi si discuteva di letteratura, scienza, filosofia e matematica. Maurizio di Savoia e sua moglie morirono entrambi in questa villa, rispettivamente nel 1657 e nel 1692.
Il nome con cui è rimasto conosciuto il complesso deriva dal fatto che esso fu residenza delle regine sabaude nel corso del Settecento. In particolare Anna Maria di Orléans, moglie di Vittorio Amedeo II, la elesse a suo soggiorno prediletto dopo averne affidato la riprogettazione a Filippo Juvarra, che curò ogni aspetto dell'interno e degli esterni, comprese le più minute decorazioni. La villa divenne così, in piena sintonia con il gusto dell'epoca, un luogo di delizie e svago; spesso la corte vi si tratteneva per tutto il mese di settembre dopo la festa del giorno 8, ricorrenza della liberazione di Torino dall'assedio del 1706.
Durante l'occupazione francese la villa fu compresa nel patrimonio imperiale (lo stesso Napoleone vi risiedette nel 1805). Ciò ne permise il pieno riutilizzo alla Restaurazione. Con il trasferimento della corte sabauda, a seguito della donazione fatta dal re Vittorio Emanuele II nel 1868, il 4 luglio 1869 divenne la sede dell'Istituto Nazionale delle Figlie degli Ufficiali che combatterono durante le guerre di indipendenza italiane. Da quell'anno cessò definitivamente di essere una proprietà privata della Casa Reale e divenne la sede delle sezioni di Lettere e Arti. I saloni e le stanze affrescate del piano nobile vennero adibiti ad aule scolastiche e all'appartamento della direttrice; i due loggiati sul salone rococò ospitarono le classi di disegno e di cucito. Nel corso del regno di Umberto I diversi arredi furono trasferiti al Palazzo del Quirinale, tra cui la boiserie di uno dei quattro salotti cinesi, riallestito negli "appartamenti imperiali", e la celebre libreria eseguita dall'ebanista Pietro Piffetti.
I bombardamenti alleati durante il secondo conflitto mondiale portarono alla distruzione della volta affrescata dal pittore di Molfetta Corrado Giaquinto, rappresentante "l'Olimpo", e della parte centrale del salone principale, opera dei fratelli Valeriani, rappresentante "l'Aurora". Sempre nel corso degli stessi bombardamenti, andò completamente distrutto l'edificio attiguo alla villa, detto Palazzo del Chiablese. Realizzato nel corso del XVIII secolo, il palazzo ospitava la cappella con pala d'altare del pittore Daniel Seiter, che rappresentava la Madonna con Gesù bambino e Santa Genoveffa, anch'essa andata distrutta. A causa di tutte queste distruzioni il collegio venne chiuso nel 1943. La villa conobbe in seguito un lungo degrado, durante il quale i suoi esterni furono ricoperti con accumuli di vegetazione infestante che arrivarono fino ad un volume di 400 000 metri cubi di piante.
A tale situazione si è posto rimedio a partire dal 1994, anno della presa in gestione da parte della Soprintendenza per i Beni Artistici e Storici del Piemonte, con lavori di disinfestazione e restauro durati oltre dieci anni e conclusisi con la riapertura del 2007. Nel giardino è stata riportata in vita la vigna, così che nel 2008 è stato possibile eseguire la prima vendemmia di freisa di Chieri.
 La villa è stata spesso scelta come set cinematografico: la prima occasione documentata riguarda un cortometraggio nell'epoca pionieristica del cinema muto torinese, prodotto nel 1909 dalla Ambrosio Film col titolo di Spergiura!. La più recente è del 2014, quando venne girata all'interno e all'esterno della villa la miniserie La bella e la bestia.

## Descrizione

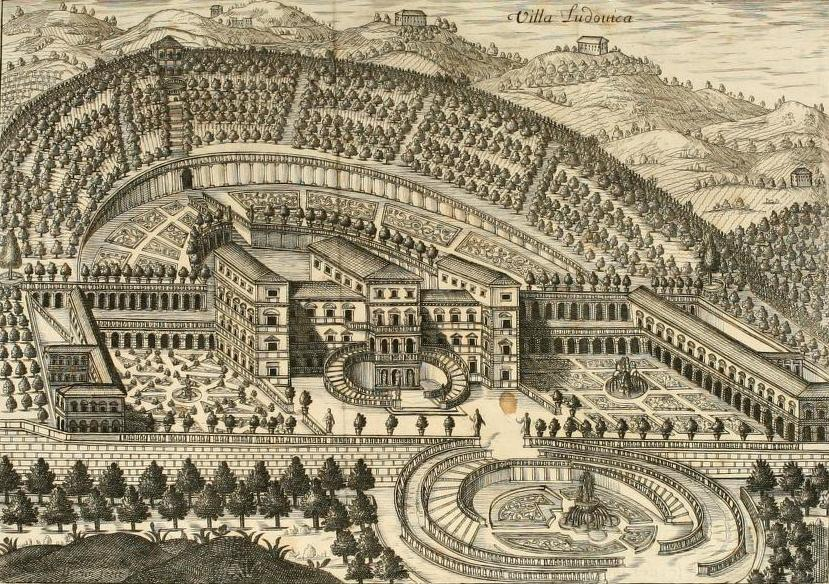
Disegno del 1711 raffigurante il complesso della villa della Regina

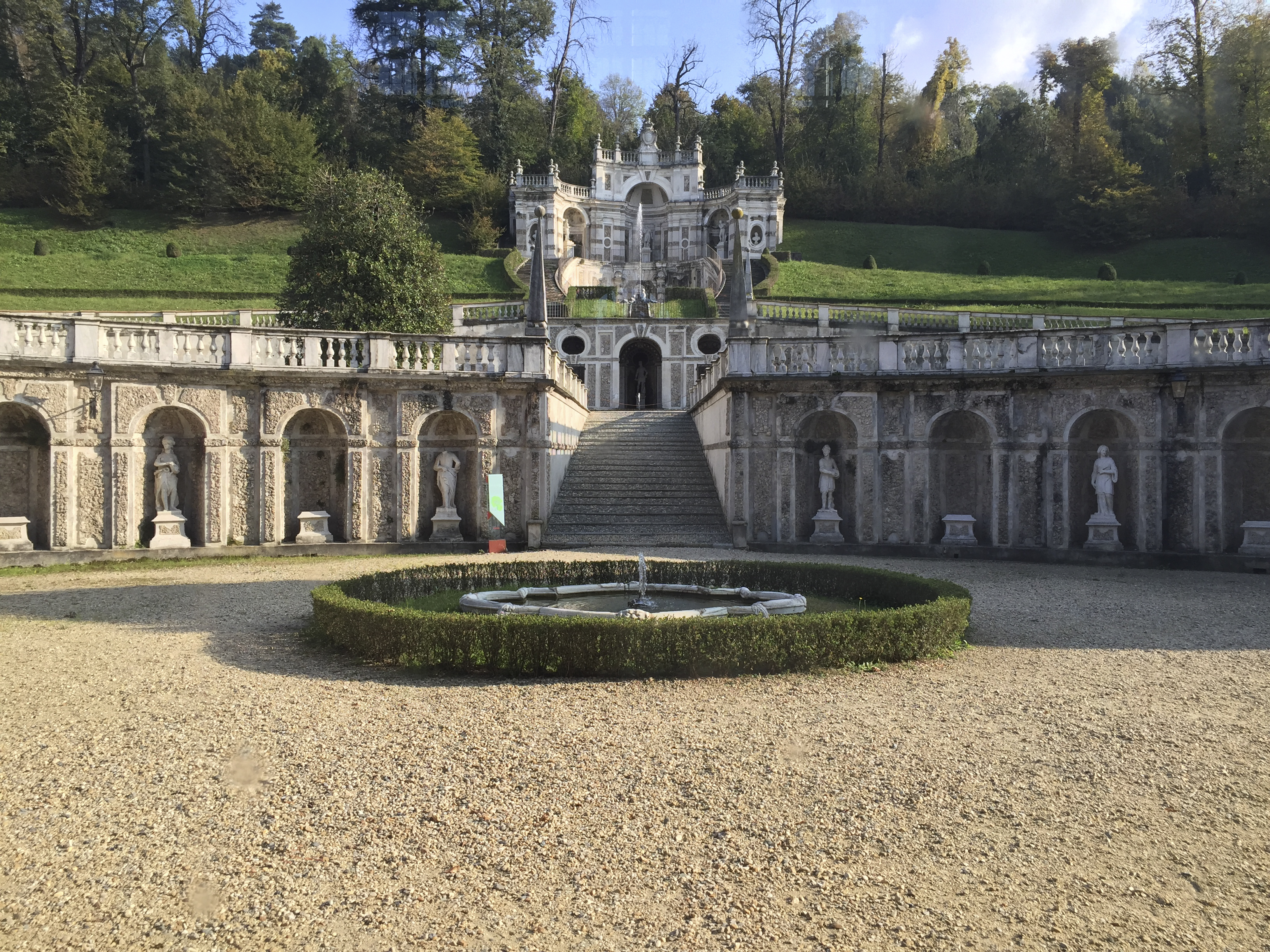
Il Belvedere superiore

La Villa della Regina si trova sullo spartiacque tra la Val San Martino e la Val Salice, ai piedi del parco cittadino di Villa Genero ed è raggiungibile in pochi minuti con la strada che dalla chiesa della Gran Madre di Dio sale ad Est su per la collina. È visitabile sia all'esterno che all'interno, con prenotazione obbligatoria per i gruppi.

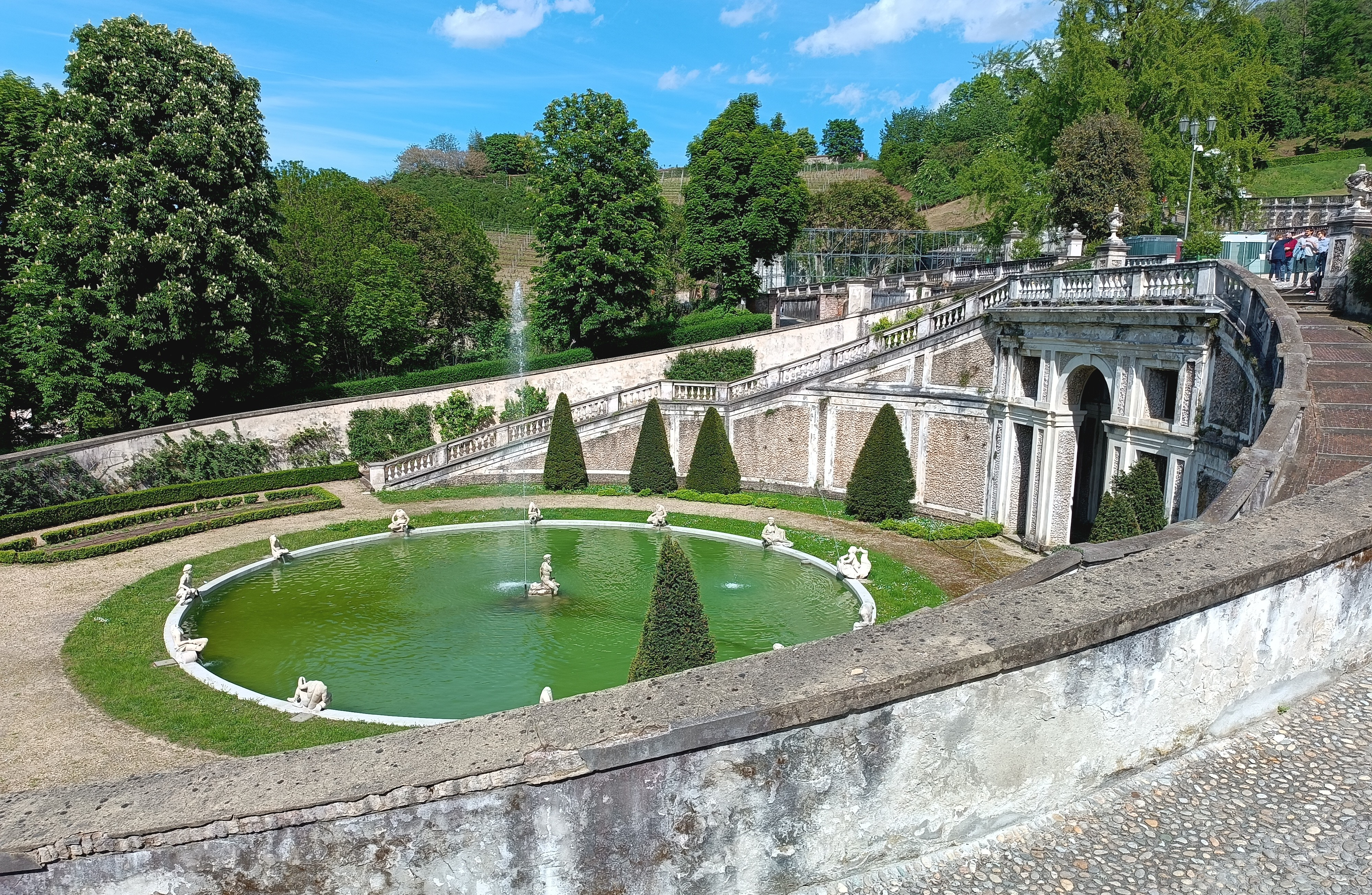
Fontana del Nettuno

### Esterni e giardino
La struttura è tipicamente seicentesca con un celebre giardino all'italiana ad anfiteatro nel retro.
Una volta percorso il viale di accesso, si ha di fronte l'antistante piazza-terrazza ellittica (il cosiddetto Gran Rondeau), consistente in una doppia scala con fontana centrale di 20 m di diametro. Dentro la fontana trova posto una scultura in marmo del dio Nettuno seduto e ai suoi bordi giacciono 12 statue di divinità fluviali. Lo scenografico Gran Rondeau permette di salire ad un piazzale di forma rettangolare che termina al fondo con uno scalone a tenaglia e una vasca centrata più piccola della precedente, detta Vasca della Sirena perché contiene una statua in marmo di Sirena.
Il corpo centrale della facciata principale del palazzo è in posizione leggermente avanzata rispetto ai due padiglioni laterali che lo affiancano. Il tetto della facciata centrale è coronato da una balaustra a forma di U con 6 grandi statue.
Dietro il palazzo si estende un vasto giardino emiciclico scavato nella collina, posto su 3 livelli suddivisi da filari di siepi di bosso. Dal corpo centrale della facciata retrostante si sviluppa un'esedra semicircolare che racchiude una piccola vasca quadrilobata in marmo. L'ambiente dell'esedra è delimitato da un muro semicircolare su cui sono scavate 20 nicchie quasi tutte adorne di statue. Nel mezzo del muro che circoscrive l'esedra, in corrispondenza di due obelischi, si apre una scalinata che porta ad un'ulteriore vasca prospiciente la Grotta del Re Selvaggio. Questa non è nient'altro che un parallelepipedo di marmo diviso in tre parti e decorato al suo interno con specchiature e pietre policrome; al fondo della galleria mediana troneggia la statua del Re Selvaggio.
Superata la Grotta, la scalinata prosegue verso il culmine centrale del duomo: si tratta del Belvedere superiore, alla cui base sorge la circolare Fontana del Mascherone. La fontana alimenta dall'alto la cosiddetta Cascatella della Naiade, in pratica una modesta cascata a gradini di pietra paralleli che affianca la scalinata e conduce l'acqua verso le fontane sottostanti tramite un sistema di canalizzazioni. Il Belvedere superiore domina invece dall'alto palazzo e giardino ed è la costruzione più elevata della Villa della Regina.
All'estremità Sud della villa, a destra della facciata principale, sorge il già citato Padiglione dei Solinghi, una costruzione a due piani isolata e seminascosta dal bosco circostante.
L'acqua che alimenta il circuito delle vasche e fontane è attinta da varie sorgenti naturali nella collina soprastante. A coronamento del giardino si estende un grande bosco.
Nel 2016 il parco di Villa della Regina è stato scelto dal comitato scientifico del concorso Il Parco Più Bello tra i dieci parchi e giardini più belli d'Italia.

### Interni
All'interno della residenza si trovano affreschi e quadri di Giovanni Battista Crosato, Giuseppe Dallamano, Claudio Francesco Beaumont, Daniel Seiter e Corrado Giaquinto. Nelle sale adiacenti sono notevoli i quattro Gabinetti Cinesi in raffinato legno laccato e dorato.
 Gran parte degli stucchi, fra i quali le decorazioni dell'anticamera con soffitto verde e della sala di Anna Maria di Orléans, sono opera di Pietro Somazzi.

## Galleria d'immagini

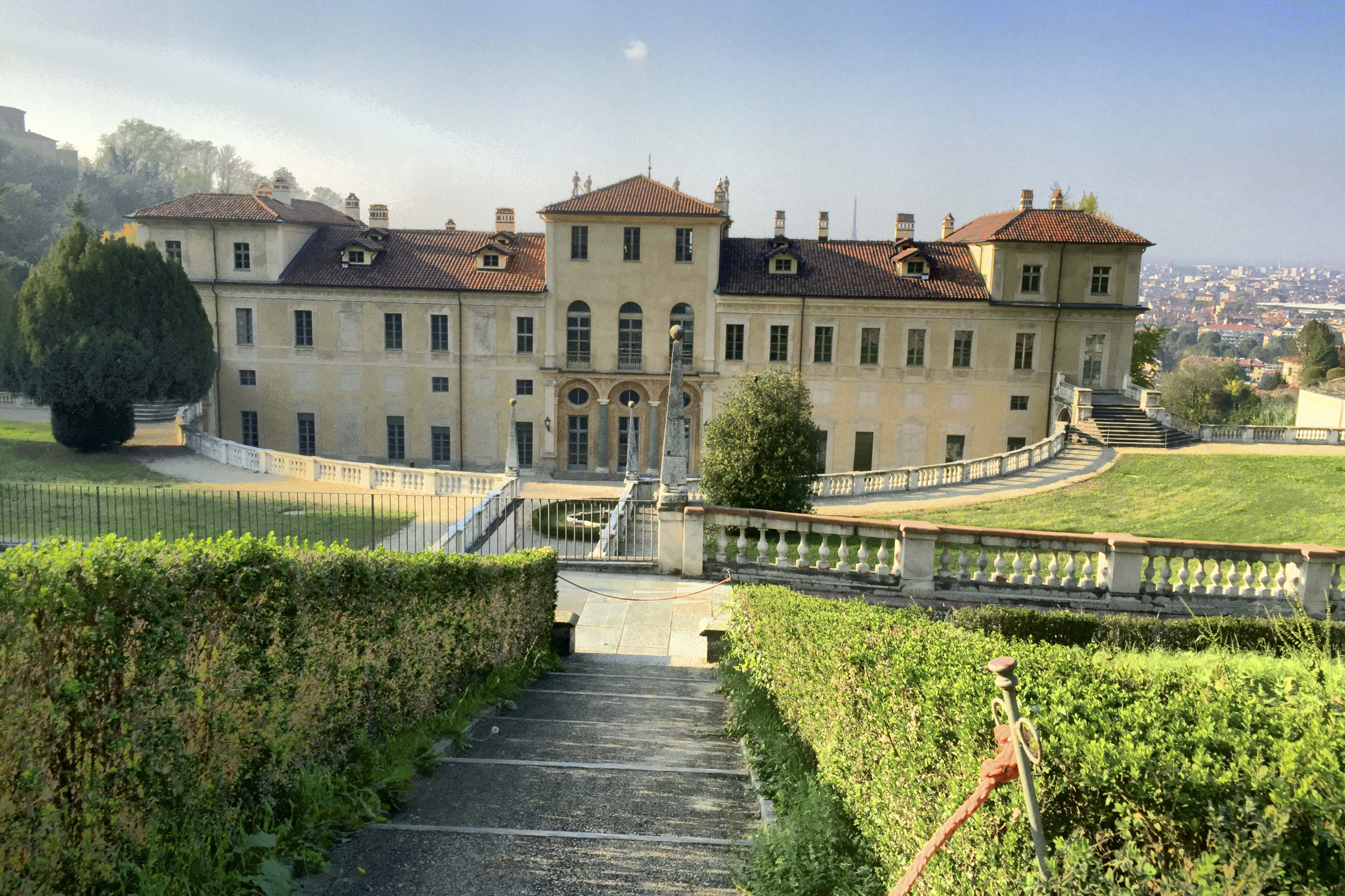
Veduta posteriore
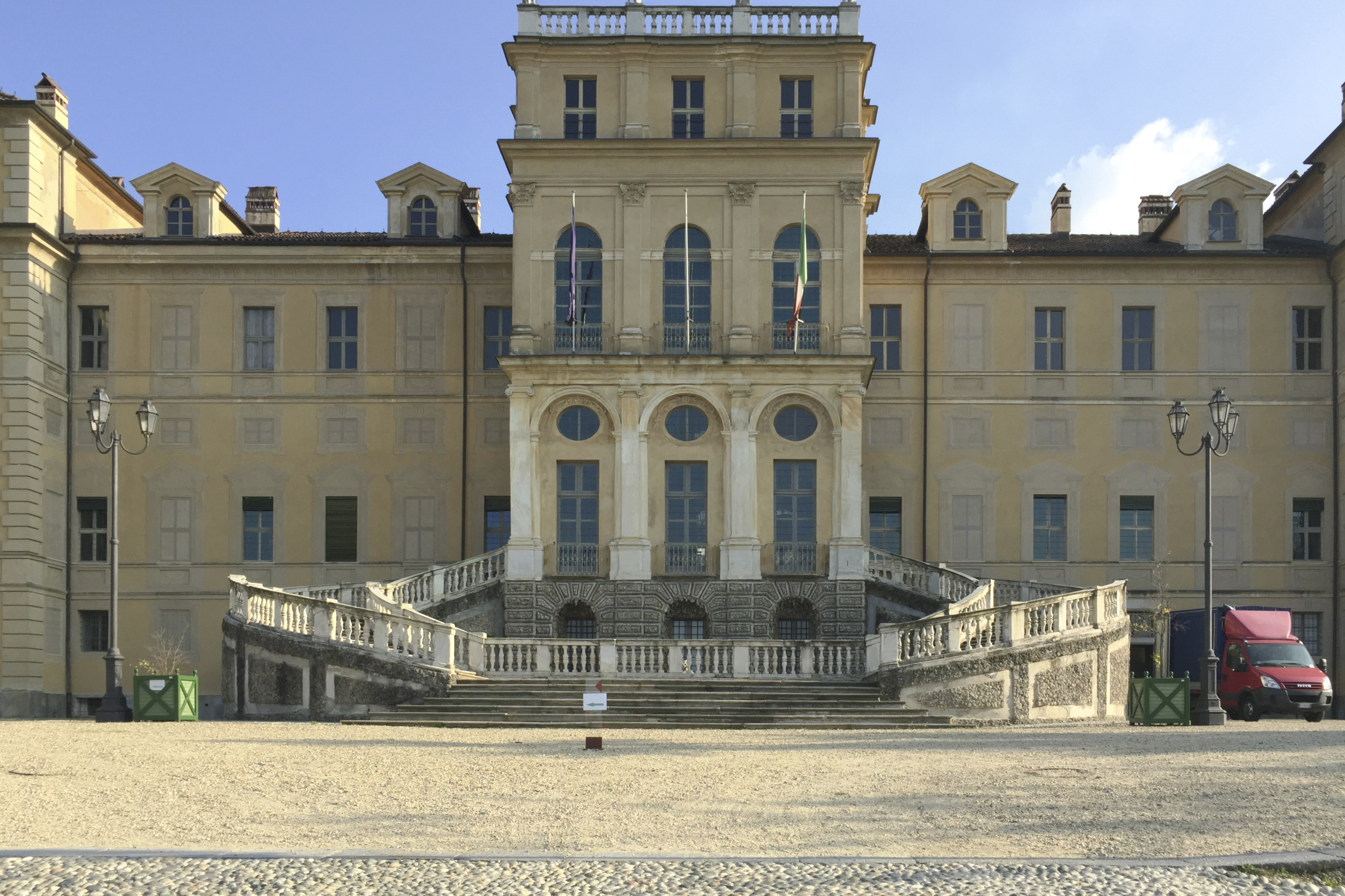
Veduta anteriore
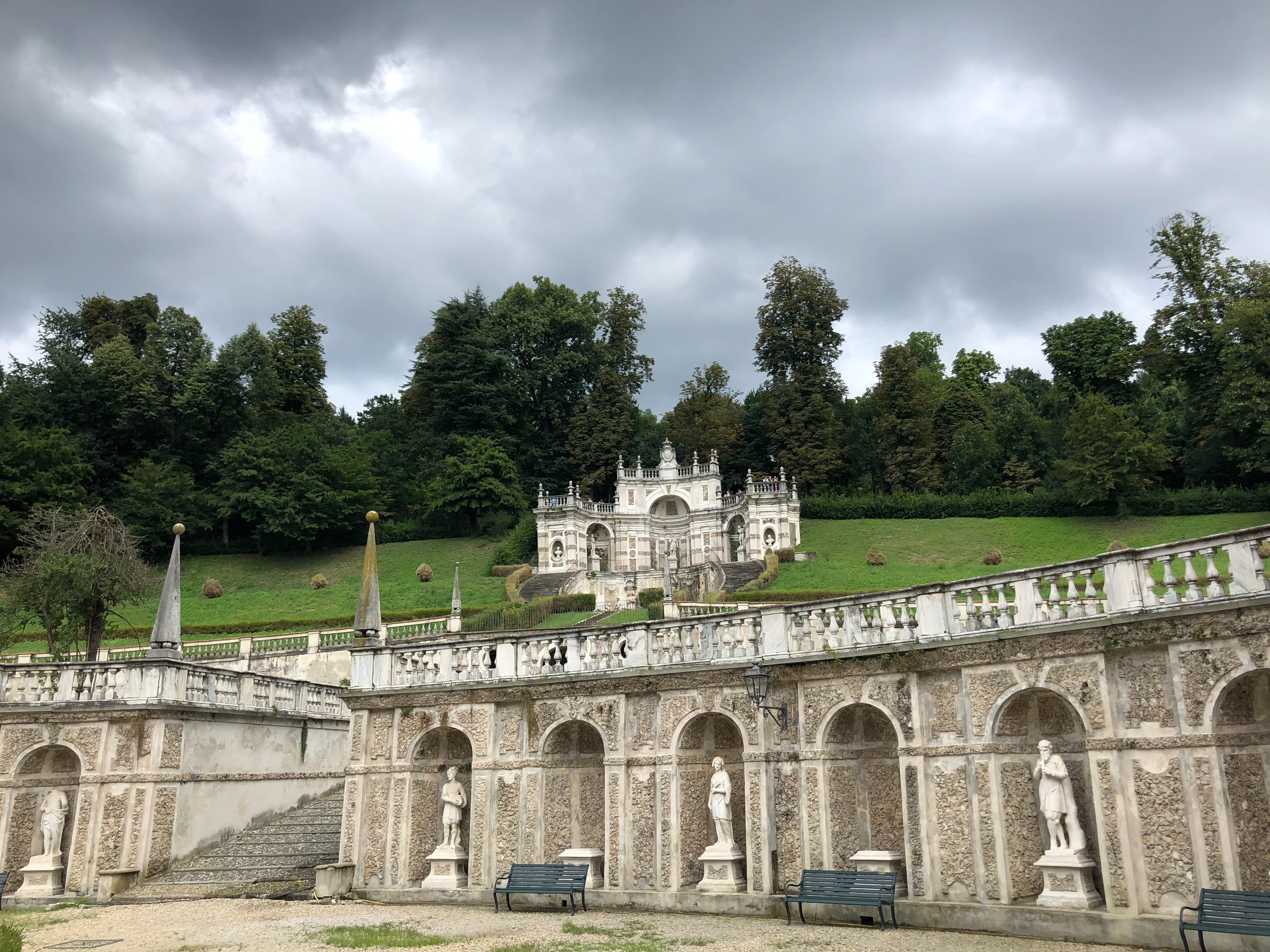
Il Belvedere
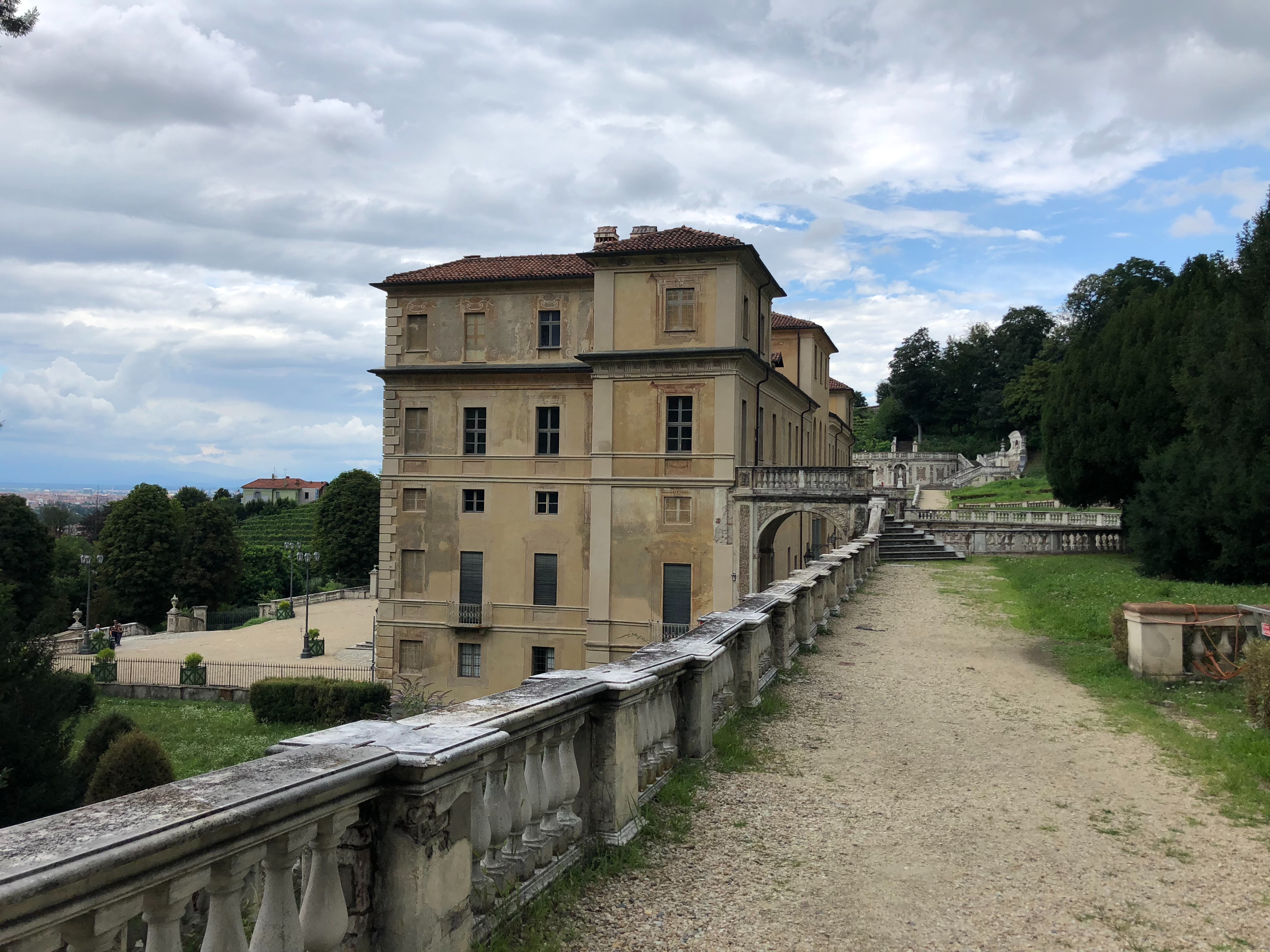
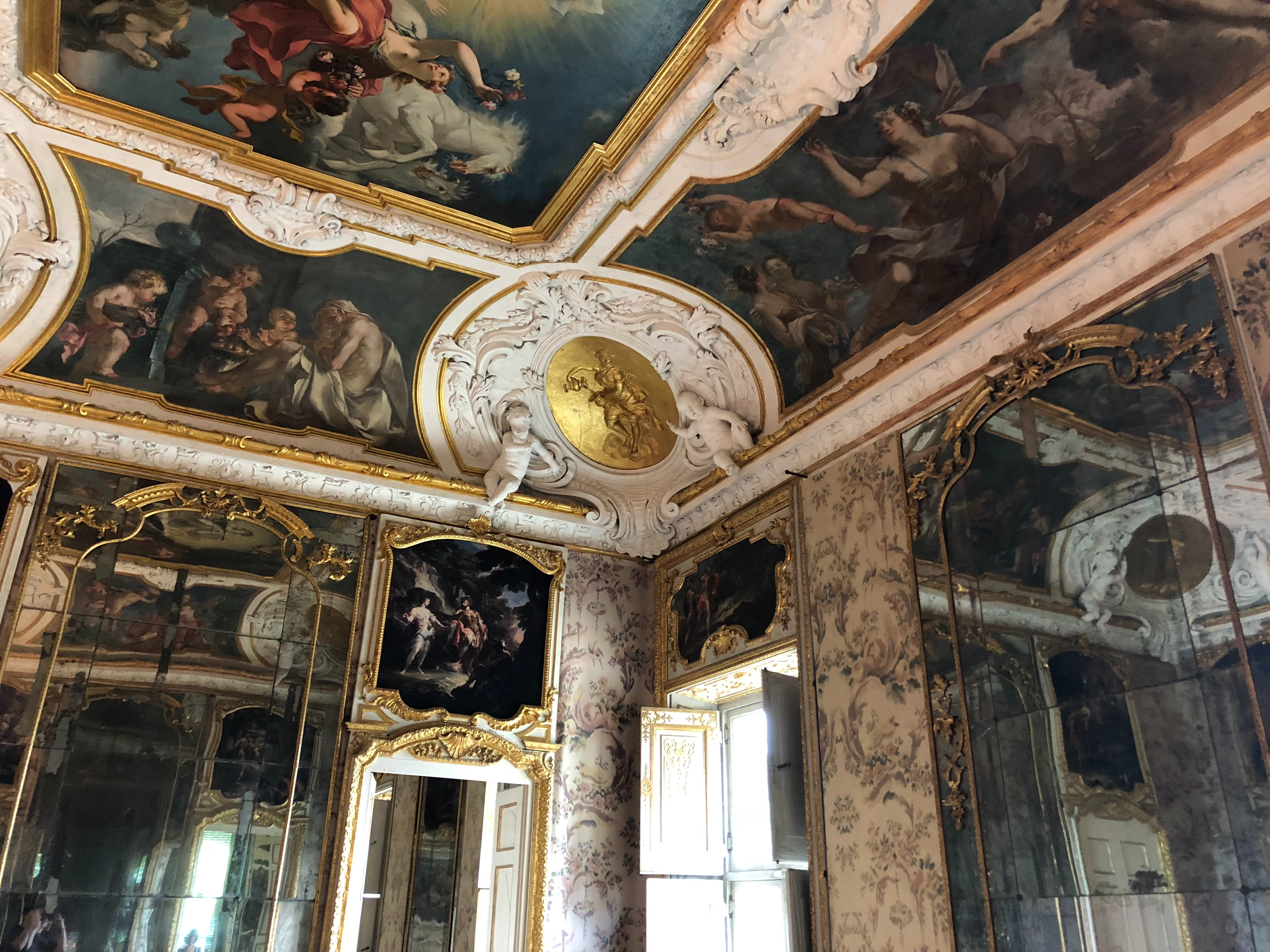
Interni
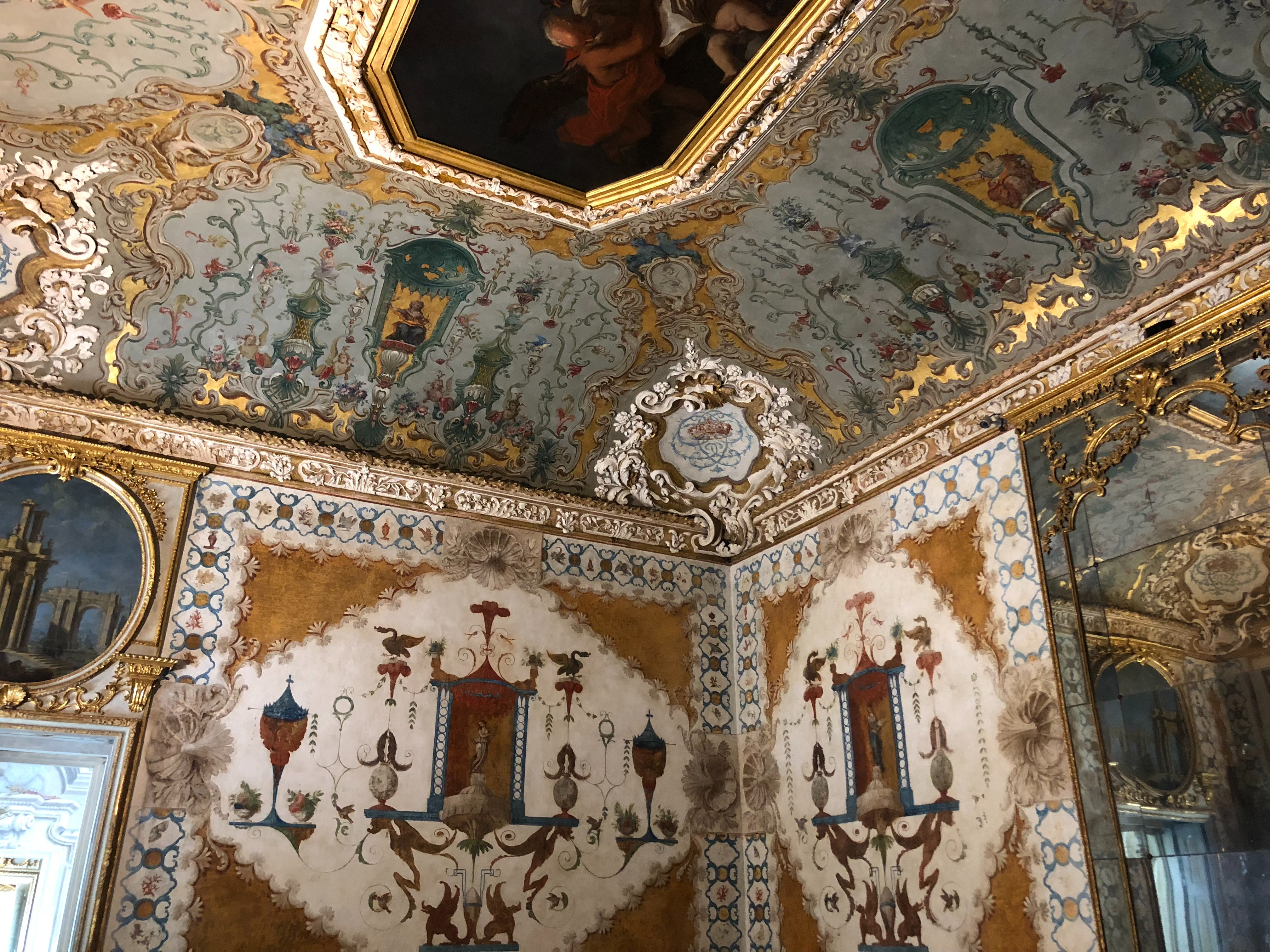
Interni